# Palau na letnich igrzyskach olimpijskich
Reprezentanci Palau występują na letnich igrzyskach olimpijskich nieprzerwanie od 2000 roku, zadebiutowali wtedy podczas igrzysk w Sydney. 
W 2000 roku reprezentacja Palau liczyła 5 osób, w 2004 roku 4 osoby, a w 2008 roku ponownie 5 osób.
Organizacją udziału reprezentacji Palau w igrzyskach olimpijskich zajmuje się Narodowy Komitet Olimpijski Palau (Palau National Olympic Committee).

## Tabela medalowa

### Medale na poszczególnych igrzyskach
| Igrzyska            | Złoto | Srebro | Brąz | Razem |
| ------------------- | ----- | ------ | ---- | ----- |
| Sydney 2000         | 0     | 0      | 0    | 0     |
| Ateny 2004          | 0     | 0      | 0    | 0     |
| Pekin 2008          | 0     | 0      | 0    | 0     |
| Londyn 2012         | 0     | 0      | 0    | 0     |
| Rio do Janeiro 2016 | 0     | 0      | 0    | 0     |
| Tokio 2020          | 0     | 0      | 0    | 0     |
| Razem               | 0     | 0      | 0    | 0     |